# Marthe, 19 ans en 18

Marthe, 19 ans en 18 est un téléfilm réalisé par Roger Kahane en 1977, sur un scénario de Daniel Goldenberg.

## Synopsis
Chronique douce-amère de la vie d’une jeune fille qui refuse le carcan des conventions au lendemain de la guerre de 1914-18, dans une France détruite.

## Distribution
- Nathalie Juvet : Marthe